# موریا، ایباراکی
موریا در استان ایباراکی در کشور ژاپن واقع شده‌است  که دارای جمعیت ۵۷٬۷۹۳ نفر و مساحت ۳۵٫۶۳ کیلومتر مربع با تراکم جمعیت ۱٬۶۲۲  نفر در کیلومترمربع است و در تاریخ ۲ فوریه ۲۰۰۲ به عنوان شهر شناخته شد.